# Baltasar Kormákur
Baltasar Kormákur (ur. 27 lutego 1966 w Reykjavíku) – islandzki reżyser filmowy i teatralny, scenarzysta, aktor i producent filmowy.
Syn hiszpańskiego malarza Baltasara Sampera. W 1990 ukończył studia na Narodowej Akademii Sztuk Pięknych w Reykjavíku. Wraz z żoną założył wytwórnię filmową Blueeyes Productions. Nagrodzony m.in. Kryształowym Globusem na MFF w Karlowych Warach.

## Filmografia

### Reżyser
- 101 Reykjavik (2000)
- Morze (2002)
- Mała podróż do nieba (2005)
- Bagno (2006)
- Brúðguminn  (2008)
- Inhale (2010)
- Kontrabanda (2012)
- Agenci (2013)
- Everest (2015)
- W pułapce serial 2015/2016
- The Oath (2016)
- Bestia (2022)
- Touch (2024)

### Aktor
- Tapeta (1992) jako Lass
- Avintýri á okkar tímum (1992)
- Agnes (1995) jako Natan
- Draumadísir (1996) jako Gunnar
- Diabelska wyspa jako Baddi (1998)
- Uwikłani jako Fridrik (1999)
- Anioły wszechświata jako Óli Beatle (2000)
- 101 Reykjavik jako Artaud (2000)
- Nie ma takiej rzeczy jako Artaud (2001)
- Ja i Morrison jako Askildsen (2001)
- Enquête sur le monde invisible jako on sam (2002)
- Regina! (2002)
- Nawałnica jako Einar (2003)
- Reykjavik-Rotterdam jako Kristófer (2008)

## Nagrody
Ma na koncie sześć statuetek Eddy, najważniejszej islandzkiej nagrody filmowej. Po raz pierwszy otrzymał ją w 2000 za scenariusz do 101 Reykjavik. W 2002 otrzymał nagrody za scenariusz oraz reżyserię Morza, a jako producent tego obrazu odbierał też przyznaną mu nagrodę dla najlepszego filmu. Dwie nagrody Eddy – za reżyserię i dla najlepszego filmu – przyniosło mu Bagno z 2006 roku. Ten sam film przyniósł mu również zwycięstwo na festiwalu w Karlowych Warach. Był także nominowany m.in. do Europejskiej Nagrody Filmowej (w kategorii "Odkrycie roku", za 101 Reykjavik).